# Aleksander Wojciech Przedwojewski
Aleksander Wojciech Przedwojewski (Przedwojowski) herbu Lubicz – kasztelan lubaczowski w 1635 roku, podsędek przemyski w latach 1629–1635, podstarosta przemyski w 1627 roku, miecznik przemyski w latach 1624–1628, pisarz grodzki przemyski w latach 1613–1614.
Poseł na sejm nadzwyczajny 1626 roku z ziemi przemyskiej. Poseł województwa ruskiego na sejm 1631 roku. Sędzia kapturowy ziemi przemyskiej w 1632 roku. Jako poseł województwa ruskiego na sejm elekcyjny 1632 roku wszedł w skład komisji korektury prawa koronnego. Poseł na sejm zwyczajny 1635 roku, sejm nadzwyczajny 1635 roku.